# Lake Abita
Lake Abita (auch Abita Lake) ist ein See in West Cook, Minnesota, der mit einer Seespiegelhöhe von 625 m der höchstgelegene See dieses Bundesstaates ist.

## Name
Abita entstammt der Ojibwe-Sprache und bedeutet „halb“.

## Topographie
Lake Abita liegt im nördlichen Bereich des Duluth Complex in den Misquah Hills. Der Gabbro dieser Region bildet mehrere von Osten nach Westen streichende Hügelketten, die von vereinzelten so genannten red rocks durchbrochen werden, von denen einige zu den höchsten Erhebungen des Bundesstaates gehören. Lake Abita sitzt an der südlichen Flanke eines dieser Berge, dem Brule Mountain, dessen Gipfel sich nach Norden hin 154 m über das umliegende Terrain erhebt. Nach Süden hin liegt das Hochland nur wenige Meter unterhalb des Gipfels und der Wasserspiegel des Sees liegt nur neun Meter tiefer. Der See ist somit der höchstgelegene See Minnesotas. Der Höhenunterschied zum tiefstgelegenen Sees dieses Bundesstaates, dem Oberen See, beträgt somit 440 m. Dessen Uferlinie liegt in einer Höhe von 183 m und bildet so den niedrigsten Punkt Minnesotas. Der höchstgelegene und tiefstgelegene See des Bundesstaates liegen somit nur 19 km entfernt voneinander.
Lake Abita gehört zum Einzugsgebiet des Brule River, in dessen südlichen Arm der See zwischen Lake Brule und der Einmündung des nördlichen Armes entwässert.

## Ökologie
Lake Abita ist ein flacher See, der eine maximale Wassertiefe von 4,3 m erreicht. Dies macht den See vor allem für kleinere Fische geeignet. Bei einer Untersuchung im Jahr 1990 entfiel der größte Anteil von gefangenen Fischen auf Catostomus commersonii, durchschnittlich wurden pro untersuchtem Netz 58,3 Fische dieser Art gefangen, durchschnittlich ein Flussbarsch wurde pro Netz gezählt. Glasaugenbarsche wurden nicht aufgefunden, obwohl die Fischfangbehörde des Bundesstaates zuvor drei Jahre lang Laiche dieser Fischart im See einsetzte. Das Ministerium für Natur und Erholung Minnesotas schloss daraus, dass der See für Sportfischer nur einen geringen Wert habe.

## Geologie
Ende des 19. Jahrhunderts wurde bei geologischen Untersuchungen, die in Minnesota durchgeführt wurden, herausgefunden, dass die Umgebung des Lake Abita überwiegend aus rotem und grauen Feldspat besteht, teilweise als Diopsid, Magnetit und Hornblende. Quarz, Apatit und Pyrit wurden ebenfalls in der Umgebung des Sees festgestellt.